# Травер, Стефан
Стефа́н Траве́р (фр. Stéphane Travert; род. 12 октября 1969) — французский политик, член партии «Вперёд, Республика!», министр сельского хозяйства и продовольствия (2017—2018).

## Биография
Сын печатника Клода Травера и Иветт Журдан (Yvette Jourdan). Окончил лицей имени Анри Корна в городе Валонь, получил в Национальном центре дистанционного образования (CNED) высший патент техника (BTS) по коммерческой деятельности, а также диплом об общем университетском образовании (DEUG) по праву на юридическом факультете Канского университета и диплом делового администрирования в Реннской высшей коммерческой школе.
В 1994—1997 годах работал в компании Ocopa в Ренне, в 1997—2006 годах — в компании Ondulys в Лилле.
С 1988 года состоял в Социалистической партии, был избран секретарём секции, являлся первым секретарём федерации социалистов в департаменте Манш и членом Национального бюро партии. В 2010 году стал депутатом регионального совета Нижней Нормандии, позднее — Нормандии.
В 2006—2012 годах возглавлял канцелярию мэра Кана и председателя регионального совета Нижней Нормандии Филиппа Дюрона.
В 2012 году избран в Национальное собрание. Входил в специальную парламентскую комиссию по проверке «закона Макрона». Осенью 2016 года оказался в числе девяти депутатов, первыми перешедших в созданное Макроном движение «Вперёд!».
21 июня 2017 года получил портфель министра сельского хозяйства и продовольствия во втором правительстве Филиппа.
16 октября 2018 года в результате серии перестановок в правительстве портфель министра сельского хозяйства достался Дидье Гийому, а Стефан Травер не получил никакого назначения и вернулся в Национальное собрание .
На выборах в Национальное собрание в 2022 году Стефан Травер вновь баллотировался в третьем округе департамента Манш от президентского большинства и сохранил мандат депутата, набрав во втором туре 56,1 % голосов. Входит в состав Комиссии по экономике Национального собрания.

## Личная жизнь
Женат на преподавательнице Вероник Даль (Véronique Dall), отец двоих детей — Эрвина и Альбана.